# Maylene and the Sons of Disaster
Maylene and the Sons of Disaster é uma banda de southern rock dos Estados Unidos formada em 2004 em Birmingham, Alabama.
Dallas Taylor é o membro mais famoso do grupo, conhecido anteriormente como o vocalista original da banda de post-hardcore Underoath, mas saiu da banda no final de 2003. O nome da banda foi baseado numa lenda de um gang de criminosos, Ma Barker e os seus filhos, que segundo eles quem se intrometesse iria encontrar com a "justiça divina".

## História
Em Abril de 2005, foi anunciado que a banda tinha assinado com a gravadora Ferret Records. Em Agosto desse ano, o grupo começou a trabalhar no seu álbum de estreia que estava previsto para Outubro. No início de 2007, a banda lança o seu primeiro EP, The Day Hell Broke Loose at Sicard Hollow e logo de seguida o seu segundo álbum de estúdio, II.
"II" saiu sob o selo da Ferret Records a 20 de Março de 2007. A banda apareceu na capa da revista HM Magazine na edição de Março/Abril,
Durante Abril de 2007, a banda foi em torné para promover o seu disco "II" juntamente com a banda Haste The Day. Teve a participação igualmente de outras bandas, como From Autumn To Ashes, The Sleeping e Alesana.